# Cnemaspis modiglianii
Cnemaspis modiglianii este o specie de șopârle din genul Cnemaspis, familia Gekkonidae, descrisă de Atulananda Das în anul 2005. Conform Catalogue of Life specia Cnemaspis modiglianii nu are subspecii cunoscute.